# Savanne
En savanne er en tropisk græsslette med spredte, ofte tornede eller giftige træer. Biotopen forekommer i de egne, hvor der er sommerregn, og hvor der er en stabil bestand af planteædere.
Noget tyder på, at de hyppigt forekommende brande har betydning for opretholdelsen af savannen, og der er endda forskere, som mener, at menneskeskabte afbrændinger har udvidet savannebæltet.

## Forskellige typer
Der er to forskellige slags græsstepper - savannen og den tempererede græssteppe.
Forskellen er, at savannen findes i tropiske og subtropiske områder og den tempererede græssteppe i tempererede områder af klimabæltet.

### Savannen
Savannen ligger i tropiske og subtropiske områder. Der vokser oftest enkeltstående buske og træer på savannen.
Er der mange træer, kalder man det for en skovsavanne.
I Afrika er der meget savanne, faktisk dækker savannen næsten halvdelen af Afrika, men der er også store savanner i Australien, Sydamerika og Indien.
En savanne findes kun, hvor der er varmt og stor nedbør.
Men det er ikke lige gyldigt, hvornår det regner. Der må kun regne i en del af året, og bagefter skal der komme en periode med tørke. Hvis regnen blev fordelt på hele året, vil der komme skov og ikke savanne.
Det er også vigtigt, at der er de rigtige jordbundsforhold. På savanner er jordbunden næringsfattig, og det gør, at græsset har lettere ved at overleve end træer.
Nogle steder er savannen opstået ved, at mennesker har fældet en skov for at opdyrke jorden. Når de så har opgivet jorden igen, er næringsstofferne brugt op, så at træer og buske ikke kan vokse der længere, hvorefter der opstår en savanne.
Der er tit brand på savannen i tørketiden, men det betyder ikke noget for planterne. Selvom græsset brænder, overlever det, da der er næring i rødderne, som sidder under jorden. Når der så kommer regn efter en brand, spirer græsset pænt.
Træerne kan også klare en brand. Barken er meget modstandsdygtig over for ild, så træerne tager ikke skade af en savannebrand.
På den afrikanske savanne er der mange akacietræer, som er formet som en paraply. Nogle steder findes baobabtræer, som er meget store og har en meget tyk stamme. I den tykke stamme er der store celler, som er fyldt med vand. Derfor har baobabtræet ingen problemer med at klare sig i tørketiden.

### Tempereret græssteppe
På den tempererede græssteppe vokser der kun græs. Temperaturen er meget forskellig fra sommer til vinter, og det regner ikke så meget som på savannen. Der er varmt om sommeren og koldt om vinteren. Tørke og brand har ikke lige så stor betydning for græssteppen som for savannen.
Der er megen næring i jordbunden, og derfor er store områder af dem blevet brugt af mennesker til blandt andet at dyrke jorden eller lade kvæg græsse der.
Nogen af de vigtigste hvedeavlsområder i Rusland og Amerika ligger, hvor der tidligere har været en græssteppe. Mennesker har påvirket mange græsstepper ved at lade kvæg og andre husdyr græsse der, for hvis græsset ikke får lov at vokse op igen, før det bliver spist af dyr, risikerer man, at græsset dør. Hvis græsset forsvinder, bliver den sandede jord ikke bundet sammen af noget, og derfor blæser jorden væk eller bliver skyllet bort af meget stærke regnskyl. Fænomenet kalder man erosion.
På grund af den erosion mister mange dyr deres naturlige føde, græsset.